# Cabrales

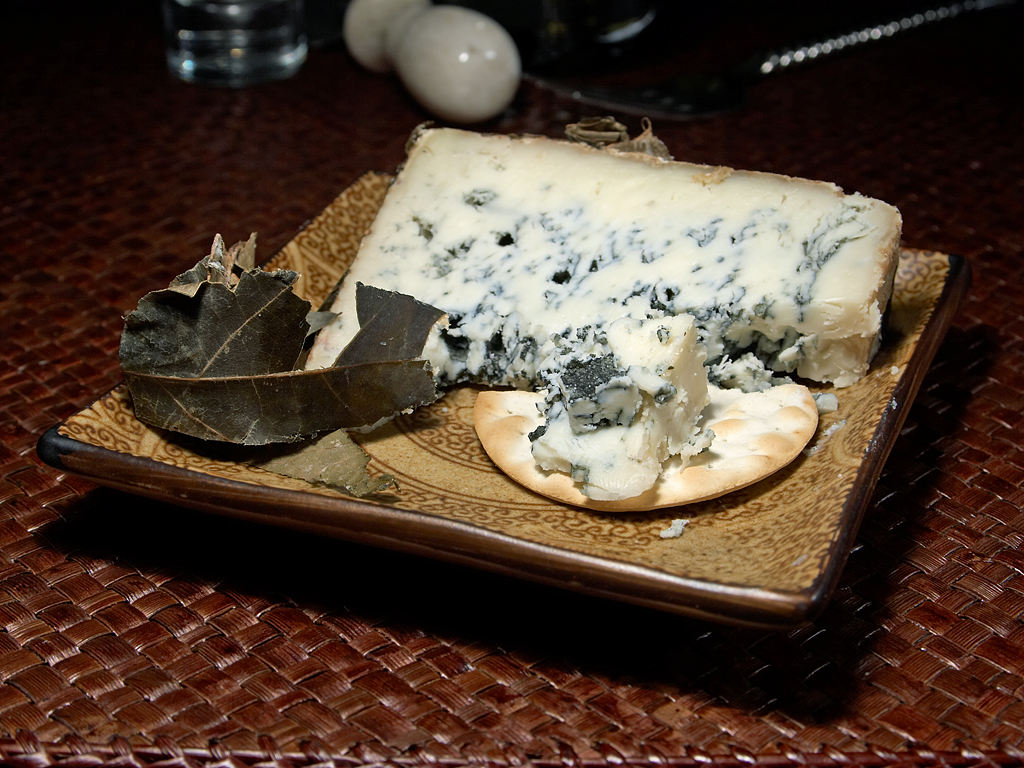
Cabrales

Cabrales är en grönmögelost på getmjölk (cabra = get på spanska) från norra Spanien. Speciellt tillverkas denna ost i Asturien, Kantabrien och Baskien. Lagring sker ofta i naturliga grottor.